# Горня Сувая
Горня Сувая (хорв. Gornja Suvaja) — населений пункт у Хорватії, у Задарській жупанії у складі громади Грачаць.

## Населення
Населення за даними перепису 2011 року становило 36 осіб.
Динаміка чисельності населення поселення:

## Клімат
Середня річна температура становить 8,12 °C, середня максимальна – 21,88 °C, а середня мінімальна – -7,43 °C. Середня річна кількість опадів – 1211 мм.
| Клімат поселення                              | Клімат поселення | Клімат поселення | Клімат поселення | Клімат поселення | Клімат поселення | Клімат поселення | Клімат поселення | Клімат поселення | Клімат поселення | Клімат поселення | Клімат поселення | Клімат поселення | Клімат поселення |
| Показник                                      | Січ.             | Лют.             | Бер.             | Квіт.            | Трав.            | Черв.            | Лип.             | Серп.            | Вер.             | Жовт.            | Лист.            | Груд.            |                  |
| Середній максимум, °C                         | 5,64             | 6,64             | 9,66             | 13,77            | 18,39            | 21,64            | 21,88            | 21,41            | 17,68            | 13,61            | 8,50             | 4,41             |                  |
| Середня температура, °C                       | −0,89            | 0,10             | 3,11             | 7,24             | 11,85            | 15,10            | 17,44            | 17,00            | 13,26            | 9,21             | 4,08             | −0,01            |                  |
| Середній мінімум, °C                          | −7,43            | −6,44            | −3,41            | 0,70             | 5,31             | 8,54             | 13,04            | 12,57            | 8,84             | 4,78             | −0,34            | −4,44            |                  |
| Норма опадів, мм                              | 87               | 88               | 94               | 104              | 92               | 93               | 71               | 80               | 112              | 126              | 146              | 118              |                  |
| Середньомісячна швидкість вітру, м/с          | 2.02             | 2.19             | 2.39             | 2.36             | 2.16             | 1.90             | 1.86             | 1.75             | 1.86             | 1.99             | 2.19             | 2.28             |                  |
| Середньомісячна сонячна радіація, кДж/м²·день | 4806             | 7502             | 11042            | 15516            | 19418            | 21659            | 23224            | 20234            | 15042            | 9709             | 5275             | 4056             |                  |
| --------------------------------------------- | ---------------- | ---------------- | ---------------- | ---------------- | ---------------- | ---------------- | ---------------- | ---------------- | ---------------- | ---------------- | ---------------- | ---------------- | ---------------- |
| Джерело:                                      |                  |                  |                  |                  |                  |                  |                  |                  |                  |                  |                  |                  |                  |